# Gerd Dicke
Gerd Dicke, właśc. Ernst Franz Gerd Werner Dicke (ur. 28 marca 1928 w Erfurcie) – niemiecki duchowny rzymskokatolicki, obecnie biskup senior diecezji akwizgrańskiej.

## Życiorys
Święcenia kapłańskie uzyskał 25 lipca 1952 roku i został inkardynowany do diecezji akwizgrańskiej. 16 lutego 1970 papież Paweł VI mianował go biskupem pomocniczym tej diecezji ze stolicą tytularną Iria Flavia. Sakry udzielił mu w dniu 11 kwietnia 1970 Johannes Pohlschneider, ówczesny biskup ordynariusz Akwizgranu. Bp Dicke zajmował urząd biskupa pomocniczego do 21 listopada 2003, kiedy to przeszedł na emeryturę. Od tego czasu pozostaje biskupem seniorem swojej diecezji.